# Gimena Accardi
María Gimena de los Milagros Accardi, mais conhecida como Gimena Accardi (Buenos Aires, 27 de maio de 1985) é uma atriz argentina.Começou a estudar teatro desde pequena e aos 14 anos, em 1999, obteve um papel na novela, Los Buscas de Siempre, e desde então, não deixou de atuar. Estudou  carreira de direção cinematográfica e atualmente é casada com o também ator Nicolas Vázquez.

## Televisão - Cinema - Teatro
Aos 10 anos começou a estudar teatro. Seus primeiros anos nos palcos foi através de Stella Maris Closas. Seguindo de uma temporada na Escola de Teatro de Patricia Palmer, para em seguida ir estudar na Casal de Raúl Serrano, onde permaneceu por dois anos. Gimena continuava suas aulas de teatro, sua professora Stella Maris Closas a aconselhou a se apresentar em um casting no Canal 13 de Buenos Aires. Ali gravou seu primeiro piloto para televisão, Cosas de chicos do produtor Quique Estevanez, que acabou nunca sendo exibido. Estevanez deu uma oportunidade para ela, a chamou para personificar a Jessica, a irmã de "Beto" Santana em Los buscas de siempre na Azul Televisión. Em 2001, fez parte do elenco de PH, interpretando Sofía, uma adolescente que devia enfrentar seus problemas com vícios em drogas. Em 2002 deu a vida a Catalina, em Maridos a domicilio. Após o fim deste programa, trocou a Azul Televisión pela Telefe. 
Primeiro foi um capítulo no unitário Los simuladores, como Melina e depois participou em Kachorra como Josefina, uma adolescente com a que devia lidar com a personagem de Natalia Oreiro. Adiante interpretou a Sabrina na segunda temporada de Rebelde Way em 2003, novela que teve um grande êxito na Argentina, Israel, Espanha e outros países da América Latina sendo o primeiro programa para adolescentes no qual participou. Em 2003 foi convidada pela diretora cinematográfica Teresa Constantini para interpretar Lucila em Ensayo: Habitación 306.
Em 2004, no semanal de comédia Panadería Los Felipe interpretou a Jazmín. Em fevereiro de 2005, foi escolhida para dar a vida a Tatiana na novela Amor en Custodia. Em 2006, após o fim da novela, foi convidada para protagonizar um filme, mas por motivos econômicos deixaram as gravações para depois. Ainda no primeiro semestre, recebeu seu diploma como diretora cinematográfica, gravando um capítulo para Un cortado, programa diário do Canal 7. Em julho, Cris Morena a chama para integrar o elenco de Alma Pirata, como Bernardita. No início de 2007 começou a trabalhar no filme Cartas para Jenny, filmada na Província de San Luis e em Israel. Durante este período, começaram as gravações de Casi ángeles, interpretando a Malvina. Em 2009 foi a antagonista do filme Papá por un día, com Nicolás Cabré e Luisana Lopilato. Em 2011 integrou o elenco de uma das novelas mais exitosas do ano, Herederos de una venganza, dando a vida a China Villegas, uma das antagonistas da história. Enquanto gravava a novela participou do espetáculo teatral, Los únicos como Dolores, sendo a antagonista da personagem de Emilia Attias. Entre meados de 2012 e durante 2013 fez parte da telenovela Sos mi hombre onde interpretou mais uma vilã, lutando pelo amor do personagem interpretado por Luciano Castro que depois descobriu gostar de mulheres. Em 2013 e 2014 fez parte do elenco de Solamente vos. Em 2015 fez parte de Milagros en campaña, tendo também uma participação em Conflictos modernos. Em 2016 protagonizou o musical El otro lado de la cama e fez parte do júri de Canta si puedes. Em 2018 protagonizou Mi hermano es un clon, interpretando Lara.
Televisão
| Ano       | Novela                     | Papel                  | Nota                  | Canal    |
| --------- | -------------------------- | ---------------------- | --------------------- | -------- |
| 2000      | Los Buscas de Siempre      | Jéssica Santana        | -                     | Azul TV  |
| 2001      | PH - Propriedad Horizontal | Sofía                  | -                     | Azul TV  |
| 2002      | Maridos a Domicilio        | Catalina               | -                     | Azul TV  |
| 2002      | Kachorra                   | Josefina Moravia       | -                     | Telefe   |
| 2002      | Los Simuladores            | Melina Fichelson       | -                     | Telefe   |
| 2003      | Rebelde Way                | Sabrina Guzmán         | -                     | Telefe   |
| 2003      | Ensayo: Habitación         | Lucila                 | -                     | -        |
| 2004/2005 | Panadería "Los Felipe"     | Jazmín                 | -                     | Telefe   |
| 2005      | Amor en Custodia           | Tatiane Aguirre        | Atagonista            | Telefe   |
| 2006      | Alma Pirata                | Bernarda de Marco      | -                     | Telefe   |
| 2007/2008 | Casi Ángeles               | Malvina Bedoya Aguerro | Antagonista           | Telefe   |
| 2010      | Casi Ángeles               | Malvina Bedoya Aguerro | Participação Especial | Telefe   |
| 2011      | Herederos de una venganza  | China Villegas         | -                     | El Trece |
| 2012      | Los Únicos 2               | Dolores                | Antagonista           | El Trece |
| 2012/2013 | Sos mi Hombre              | Brenda Garay           | Antagonista           | El Trece |
| 2013      | Una vida Posible           | Carla                  | Protagonista          | El Trece |
| 2013      | Solamente Vos              | Candela                | Participação Especial | El Trece |
| 2015      | Milagros en Capaña         | Silvina                | Protagonista          | Canal 9  |
| 2015      | Conflitos Modernos         | Claudia Suárez         | -                     | Canal 9  |
| 2016      | Cantas si Puedes           | Ela mesma              | Jurada                | El Trece |

Cinema
| Ano  | Filme             | Papel          | Nota         |
| ---- | ----------------- | -------------- | ------------ |
| 2007 | Cartas para Jenny | Jenny          | Protagonista |
| 2009 | Papa por un día   | Cecilia Ayerza | -            |
| 2016 | -                 | -              | -            |

Teatro
| Ano  | Obra                      | Papel                  | Nota                  |
| ---- | ------------------------- | ---------------------- | --------------------- |
| 2007 | Casi Ángeles              | Malvina Bedoya Aguerro | Antagonista           |
| 2011 | Los Únicos                | Dolores                | Participação Especial |
| 2014 | Dos Picaros sinverguenzas | Charlotte Skip         | Antagonista           |
| 2016 | El outro lado de la cama  |                        | Protagonista          |

Vídeo Clip's
| Ano  | Música   | Artista/Banda | Nota      |
| ---- | -------- | ------------- | --------- |
| 2014 | Afinidad | Axel          | Aparições |